# マシュマロ通信
『マシュマロ通信』（マシュマロタイムス）は、山本ルンルンによる日本の漫画作品、およびアニメ作品。朝日小学生新聞にて2004年1月から2006年1月にかけて連載された。
番外編として学研のティーン向け月刊誌『ピチレモン』で2004年3月号から2005年2月号まで連載された1ページ無声漫画『マシュマロマッシュ』と、『朝日中学生ウイークリー』で連載された英語7コマ漫画『The marshmallow times』がある。

## 概要
ヨーロッパ風の街並みと1970年代テイストの世界観が魅力的なマシュマロタウンで、主人公のサンディと羊のぬいぐるみクラウドが家族や学校の新聞部の個性的な仲間たちと繰り広げるハートフルコメディ。本作品は『朝日中学生ウイークリー』で連載されていたこともある。その際セリフは全て英語（『マシュマロ通信』連載終了後は、『宇宙の白鳥』の英語漫画が連載）。原作漫画は全52話だが、36話まで収録された単行本1 - 9巻は絶版（現在は電子書籍化されている）。
2012年1月31日に実業之日本社コンペイトウ書房から刊行された『one more マシュマロ通信』には新たに単行本未収録だった7話＋描き下ろし1話、2013年4月30日刊行の『more more マシュマロ通信』には単行本未収録5話と描き下ろし1話、2013年10月31日刊行の『Bye Bye マシュマロ通信』には単行本未収録4話と描き下ろし1話が収録され、全ての単行本未収録作品が発行された。単行本1 - 9巻とは違い、諸事情により掲載順は新聞連載時とは異なる。

## あらすじ
東ヨーロッパのどこかにあるという人口2万の小国、シトラス公国。その南部のマシュマロタウンに住む、気が強くてちょっぴりわがままなローティーンの女の子サンディは、マシュマロ学院の新聞部部長で学校新聞マシュマロ通信の編集長。父親と母親、双子の弟とアパートで暮らしている。
そんな彼女の家に、シリアルの懸賞で当たった「シープクラウド」がやってくる。しかし、そのクラウドはぬいぐるみのくせになぜか生きて動いて喋るのだった。

## 登場人物

### 主要キャラクター
サンディ
声 - 福圓美里
本作の主人公。マシュマロ学院新聞部部長。オレンジの三つ編みのツインテールに水色の瞳をしている。いつもスクープを探して街をさまよっているが、新聞部でまじめに活動しているのは彼女だけ。かわいいおもちゃコレクターで彼女の部屋の戸棚には可愛いオモチャがいっぱい。先天的に尊大な態度でいつも威張っているが、意地っ張りで素直ではないだけで優しいところもある。アニメ版での口癖は「酷い目に遭わすよ!」。一人称は「あたし」。
原作では3年前にちびっこジュードー大会で優勝したことがあり、得意技は「白いつむじ風」（背負い投げ）。
初期設定では気が強く見えっ張りな設定は原作と同じだが、顔にソバカスがあった。
クラウド
声 - 高木礼子
ヒナギク食品の商品であるクラウドシリアルのマスコットで、懸賞であたったヒツジのぬいぐるみ「お目覚めクラウド人形」。ぬいぐるみであるが、生き物のように動いて喋る。白い体毛と緑の瞳をしており、赤いベレー帽に水色のシャツを着ている。一見おとなしいが、お調子者でおっちょこちょい。すぐにドジをやらかしてはサンディに酷い目に遭わされている。アニメ版では、おもちゃ工場にいた時に雷に打たれたことで命が宿って動いたり喋るようになったということが示唆されている。一人称は「ぼく」。
初期設定ではどこから来たのか分からない不思議な生き物になっており、食いしん坊でナッツが好物だった。ポシェットをかけており、中に入っているベルを使って7人のお友達を呼び出すことができるという設定だった。おでこも原作とは異なっていた。
ライム
声 - 野島健児
緑の短髪に赤茶色の瞳が特徴の男子部員。学院内の女の子に人気のプレイボーイを気取り、手帳にはいつもデートの約束を書き込んでいる。
しかし、実際には、学院の女の子からはヒマな時間の埋め合わせに便利な男としか思われておらず、家では父親と共に、母や2人の姉たちにこき使われるなど、女難の相あり。一人称は「僕」。
普段の好色家気取った言動とは裏腹に、かなり純情な一面もあり、本当の恋をすると「女の子たちとのデート」もしなくなる。
ジャスミン
声 - 植田佳奈
花を模った髪飾りをあしらったピンクのロングヘアと青緑の瞳が特徴的な女子部員で、マシュマロ通信では「ジャスミンのおしゃれコラム」を担当している。
高飛車で自身の美貌に自惚れが強い一方で、「美は1日にしてならない」という信念で美に対して並々ならぬ努力を注ぐなど、がむしゃらで直向きな一面を持つ。お洒落が大好きでメイク道具を肌身離さず持ち、いつも化粧をしていて人に素顔を見せないが、素顔は母親とよく似た、普段の顔と似ても似つかないものである（原作でもアニメでも、本人の知らないうちにサンディとバジルに見られているが、2人が秘密にしている）。一人称は「わたし」。
母親と2人暮らしで家は雑貨屋を経営している。母親のセンスが悪いので、時々自分で仕入れたりしている。怒ることはあまりないが、本気で怒ると手がつけられなくなる。
バジル
声 - 小林晃子
金髪のシニヨンに丸メガネ、黒いつぶらな瞳が特徴の女子部員で、マシュマロ通信ではカメラマンをしている。カナリアドーナッツの一人娘であり、店舗は部員たちのたまり場となっている。
お調子者でいいかげんな性格。インスタントカメラを肌身離さず持ち歩き、いつもスクープ写真を求めて町中を走り回っているが、カメラの腕前は今ひとつで写真はいつもピントがずれているため、サンディからは正式な部員と認められていない。一人称は「あたい」。
シナモン
声 - 佐久間信子
水色のツインテールをリボンで結び、茶色の瞳をしている女子部員で、マシュマロ通信では星占いのコーナーを担当。
常に水晶球を持ち歩き、一日の行動を自分の占いによって決めることもあるほどに占いやオカルトに目がない。若干思い込みが激しい一面もあり、周囲からは彼女の占いはあまり当てにならないと思われている。一度だけジャスミンの素顔について的を射た占いをしたことがある。一見おしとやかそうだが、自分の占いを貶した人間に容赦なくキックを入れるなど、時に攻撃的な面も見せる。同じ趣味を持つ兄がいる。一人称は「わたし」。
クローブ
声 - 山口隆行
青いクセ毛でメガネとヘッドフォンがトレードマークの気のいい男子部員で、マシュマロ通信では「クローブの今月の名盤」というアルバム紹介コーナーを担当。
メジャーどころから、インディーズレベルのマイナーなアーティストまで幅広く精通している音楽マニアだが、「メガネを取ると美形」の例には当てはまらない。パソコンやネットの情報にも強く、いつもノートパソコンを持ち歩いている。一人称は「僕」だが、稀に「俺」と言うこともある。
また、彼の家族は全員メガネをかけている｡
ナッツ
声 - 飛田展男
目が隠れるほどの黒い長髪でバンダナを身につけている自然主義の男子部員で、マシュマロ通信では「自然はともだち」というコーナーを担当。
争いごとを好まない、動物や自然を愛する温和な性格の持ち主。マシュマロタウンから徒歩2時間のマシュマロマウンテンにて、家族でオーガニック農法による野菜農場を経営しており、カナリアドーナッツにも自家製の小麦粉を卸している。一人称は「僕」。

### サンディの家族
サンディパパ
声 - 飛田展男
子供のような行動をしてオモチャ遊びが大好き。どこか抜けている会社員だが、実はその子供心が仕事に役立っている。サンディやママよりも背が低い。
サンディママ
声 - 天野由梨
ロマンチストなサンディの母親。料理の腕は抜群でパパとはいつでも仲睦まじい。温厚で滅多なことでは怒らないが、パパの悪口を言うと普段からは想像もつかないほど激怒する。
チョコ、ミント
声 - 津村まこと（両者とも）
サンディの双子の弟たち。いつも一緒に行動していて、2人で内緒話をしてどちらかが代表で喋ったり同時に喋ったりする。2人とも目が前髪で隠れており、それぞれイニシャルの入ったお揃いのシャツを着ている。
マシュマロタウンの人気番組「スペース・ファミリー」が大好き。2人の立ち位置は常に、向かってチョコが左・ミントが右。

### その他のキャラクター
パンジー
声 - 植田佳奈
ヒナギク食品の新しいマスコットとして登場した雌パンダのぬいぐるみ「おしゃべりパンジー人形」だが、可愛くないと評判の不人気キャラクター。クラウド同様生きていて、アニメ版では関西弁を話す。かなり惚れっぽい性格でハンサムな男に弱い。クラウドに嫌味を言ったり、クラウドを小馬鹿にするような発言が目立つ。実際のパンダのように笹が大好物で、アニメ版では食べるシーンが多い。
原作ではプラムの家に、アニメではバイオレットの家に居候する。
ウサギイヌ
声 - 下屋則子
マシュマロマウンテン一帯にのみに生息する謎の生き物で、天然記念物。ピンク色のふさふさした体毛に覆われたウサギに似た外見をしており、活発で「ハハハ」と人の笑い声に似た声で鳴く。いたずら好きで時々マシュマロタウンに現れて人にいたずらを働くことも。生態は謎に包まれており、正確な生息場所や繁殖方法、食習慣については詳しく解明されていない。生息地に自生するイチゴダケという貴重なキノコと何やら密接な関係があるらしい。人間が考えていることを読めるとも言われており、中には人の姿に化けていたずらをする特殊な能力を持ったウサギイヌもいる。
原作者の別作品『シトラス学園』に登場するウサギイヌは、北部のシトラス地方に生息する別種類という設定で、体毛がほとんど無くクリーム色でつるっとしており、非常にのんびりした性質。
スネイルくん
マシュマロタウンのシンボルマスコット。英語で「カタツムリ」の意味。街の中央広場にある噴水や公園の遊具など、様々な場所にモチーフとして使われている。中央広場のスネイルくん像は、大昔マシュマロタウンにカタツムリが大量発生した際に街の人々に食べられ供養として作られたものだが、いたずらをすると祟られると言われており、サンディが誤ってもぎ取ったために街中にスネイルくんが現れることになる。
ミモザ先生
声 - 平松晶子
サンディのクラス担任。きつい三角メガネをかけた堅い印象だが、プライベートでは情熱的な一面も。メガネを取ると美人で、ライムも惚れたことがある。恋人の名前は原作ではルチアーノ、アニメ版ではライオネル。原作およびアニメ版では最終話で結婚し、アニメ版ではメインエピソードになっている。
原作では周りに秘密でクローブが注目しているテクノバンド「ローズマリー・ディル」のメンバーとして活動しており、ライムにだけは気付かれている。
プラム
声 - 野沢雅子
サンディ一家の住むアパートの住人。マナーやエチケットにうるさく、ゴミの分別などを口やかましく説教する偏屈なおばあさん。
原作ではアパートが建った当時から住んでおり、アパートには亡くなった主人との思い出がある。アニメ版では若い頃は美人で、第一回ミス・マシュマロコンテストの優勝者。
スペース・ボーイ
声 - 小林晃子
マシュマロタウンで大人気の長寿番組「スペース・ファミリー」に登場するスペース・ボーイとなぜか全く同じ格好をしている男の子。サンディ一家の住むアパートに引っ越してきて、サンディのクラスメイトになる。常に家族そろってスペース・ファミリーの宇宙服を着込んでいて素顔を見せず、一言もしゃべらない。宇宙服を脱いだ姿は美男子である（顔は見えない）。テレビの「スペース・ファミリー」との関係は不明。
ガーベラ

おもちゃが大好きな女の子。サンディのものとは別のクラウド人形を持っている。よくおもちゃを乱暴に扱っている。
アンジェリカ
声 - 下屋則子
サンディ一家の住むアパートの住人ジーニアスさんの孫娘。アニメ版ではジーニアスさんの一人娘。原作では両親は健在だが、アニメ版では母親がいないために今は祖母と一緒に隣町で暮らしている。母はナッツに似ており、彼に面影を重ねている。
幼少より学者であるジーニアスさんの蔵書を読んで育ったため、歳の割に博識で生意気なところもあり、サンディとは衝突することも。昔はサンディがあまりの可愛さに彼女を「天使ちゃん」と呼んでいた。原作では料理が上手いという設定である。
ジーニアスさん
声 - 不明
サンディ一家の住むアパートの住人である学者。読書が好きで、常に本で顔を隠し素顔は一度も見せたことがない。サンディによるとIQは300。
ジャスミンママ
声 - 野沢雅子
雑貨店の店長を務める、ジャスミンの母親。赤毛のアフロヘアにずんぐりむっくりの体型。アニメ版ではマシュマロタウンの人気者で、ボーイフレンドが大勢いる。娘には甘いが内心では大切に思っている。実はジャスミンの素顔は彼女の遺伝。
ライムパパ
声 - 不明
ライムの父親で、ライムと同様クセ毛の短髪が特徴の中年男性。「女性の頼みのためなら、イヤな顔せずに引き受けることこそ男性である」をモットーとしており、妻のいかなるわがままも聞き入れるレディファーストかつお人好しな人物。
ライムママ
声 - 津村まこと
ライムの母親で、ストレートのミドルヘアーが特徴の中年女性。娘と共に、いつも夫や息子であるライムを扱き使っているが、ライムが病気で倒れた際には娘と共に面倒を見るなど、根は家族思い。
タンジェリン、バレンシア
声 - 天野由梨（タンジェリン）、下屋則子（バレンシア）
ライムの2人の姉。長姉・タンジェリンは、ストレートのロングヘアーが特徴で、次姉のバレンシアは、癖毛のかかったロングヘアーを左右対称にリボンで結んだ髪型が特徴。
2人揃って、ライムの都合に構うことなく、常にお使いに出したり荷物持ちをさせたりするなど容赦なく扱き使っているが、ライムのためにプレゼントを用意したり、ライムが病気で倒れた際には母親と共に看病したりするなど、根は非常に弟思い。

サンダーとブリザード
声 - 羽多野渉（サンダー）、川上貴史（ブリザード）
サンディ一家の住むアパートの真上の階に住んでいるバンドコンビ。バンド名は原作では「ホワイト・ハリケーン」、アニメ版では「ホワイト・エレファンツ」。太目の方がサンダー、背が高い方がブリザード。クローブは彼らの大ファン。彼らの繰り出す音楽は多くのファンが気絶し、ネズミすら逃げ出すほど。原作、アニメ版共に怖い顔とは裏腹にとても気が弱く臆病者だが、アニメ版ではギターを持つと性格が豹変する。また、アニメ版ではバジルとは別のドーナツ屋でバイトしていたが、勝手な材料を入れたためクビにされた。
サーシャ
声 - 下屋則子
マシュマロタウンにやってきたサーカス団の少女。最年少団員でジャグリングの名手。年齢はサンディと同じ。サーカスの名前は原作では「スター・サーカス」、アニメ版では「マジカルサーカス」。家出したクラウドを引き取り、共にショーに出たことでサンディとクラウドを仲直りさせた。アニメ版では、この時のサンディの驚いた顔が全国で放送されていた。
スモール・フェアリーズ
声 - 羽多野渉
人前に決して姿を見せないという謎のバンドグループ。その正体は小さな妖精であり、真に音楽を愛する者にしか姿は見えない。原作とアニメ版では風貌が異なり、原作ではカントリー・バンド。偶然出会ったクローブを窓口としてデビューを果たすが、しばらくして姿を消し、レコード会社からの売上を全てマシュマロマウンテンの森を復活させる活動に寄付する。
未確認生物
ナッツが拾った花の種から育った謎の生き物。一見すると可愛らしく人に危害は加えないが、一度にたくさん増えると巨大化して周りの者を押し潰してしまう。最後はクラウドのくしゃみで破裂した。
サンタ・クロース
声 - 梅津秀行
年に一度クリスマスの日、子供たちにプレゼントを渡す人物。アニメ版では校長そっくりで、シナモンからもそれを指摘された。

### 原作のみのキャラクター
スター夫妻
イーストサイドの墓地の裏に住む若い夫婦。ジーニアスさんの友達であり、ロボット工学の研究者。バレンシアという名前の宇宙人をかくまっており、バレンシアが見つかっても本物の宇宙人だと思わせないように、同じ姿をした次世代ペット型ロボット「宇宙人バレンシア」を開発して出回らせようとしている。
J（ジェー）
サンディとは別の学校に通う少年。ちびっこジュードー大会を制しヒーロー扱いされていたが、3年前にサンディに敗れて以来ショックのあまり半年ほどジュードーができなくなり、それからまったく勝てなくなる。一から修行を始めて少しずつ元の自分を取り戻していき、全国大会の前日にサンディに再戦を挑むが敗れる。しかしサンディとの勝負で誰にも負けない気持ちを持てるようになり、大会での活躍がマシュマロ通信の記事に載ることになる。「J」はサンディに送った果たし状に書かれたイニシャルで、本名は不明。
ジンジャー
マシュマロ学院に通う女の子のような中性的な少年。その人のイメージに合わせた詩とイラストを描くのが得意で、学院の女子に人気がある。ロマンチックなものを好むが理想の女の子のタイプは特になく、本当の自分の女神に会った瞬間に運命の人だと分かるはずだと思っている。バジルがジンジャーに恋をして彼に釣り合うような女の子になろうとするがうまくいかず、結局ジンジャーは強引にアタックしてきたバジルに似た女子と付き合うことになる。

### アニメ版オリジナルキャラクター

#### 放送部
バイオレット
声 - 下屋則子
サンディと新聞部をライバル視する放送部の部長で、マシュマロ学院ニュースのプロデューサー兼ディレクター。紫のおかっぱ頭に四角メガネをしている。イヤミな性格で、語尾に「ですわ」と付けて会話する。実はマシュマロタウンでも有数の富豪を両親に持つお嬢様。
リリー
声 - 高木礼子
放送部員でリポーターを務める金髪の少女。夢はアナウンサーになって有名人と結婚すること。
グース
声 - 飛田展男
放送部員で無口のカメラマン。親指を立てて「グー」とOKポーズをとるのがクセだが、否定すると「ノーグー」と言う。

#### その他
サニーさん
声 - 山口隆行
マシュマロタウンで人気の、天気予報的中率100%を誇る気象予報士。天気予報のほかにも色々なテレビ番組の司会やレポーターを担当している。ペットに蛇の「ミーちゃん」がいる。
校長先生
声 - 飛田展男
マシュマロ学院の校長。常にボソボソと喋るため、教頭が通訳を担当する。同じ顔の親戚が大勢いる。悪いことをした子供の夢の中に現れて説教する。
教頭先生
声 - 平松晶子
マシュマロ学院の教頭。とても優しく穏やかな先生。校長とは深い関係があるらしい。
ウギー
声 - 下屋則子
サンディたちが見つけたウサギイヌの迷子。サンディに名前を付けられたが天然記念物であるため飼うことができず、母親を探すために一緒にマシュマロマウンテンに行くことになる。原作でもサンディ一家がウサギイヌの赤ん坊を拾うエピソードがある。
ラニエリ、ファーガソン
声 - 古屋貴史（ラニエリ）、伝坂勉（ファーガソン）
賞金目当てでウサギイヌを狙う2人組。ヒゲを生やしている方がラニエリ、背の高い方が部下のファーガソン。ウサギイヌを40年研究しており、ウサギイヌの知識なら右に出る者はいないと豪語する。
男の子
声 - 比嘉久美子
学院で怪談騒ぎを起こした少年。年齢はチョコ&ミントと同じで彼らのように目が前髪で隠れている。その正体は幽霊だった。
ピエール

風変わりなトレンドクリエイター。世界中の素晴らしいものを探し求めている。当初はクラウドの描いた絵に目を輝かせ、美術館まで作ろうとしたが、最終的にはウサギイヌに目をつけ、そのまま去って行った。
ダークデビル

サンディが持っていた忘れ去られた悪魔のおもちゃ。クラウドを乗っ取り、ほかのおもちゃたちを操るも、サンディに大事にされたことを思い出し我に返る。当初は黒いオーラを放った凶悪そうな雰囲気だったが、正体は太目でやや気弱そうな人形だった。なお、ライムたちは「スペース・ファミリー」に登場する悪役と勘違いしていた。原作でも同様のエピソードが存在する。
ブラン
声 - 城雅子
雪の妖精。母に雪の女王（声 - 篠原恵美）がいる。雪の国に住んでおり、雪の降らない世界では生きていけない。クラウドとパンジーにしか見えない。
アンナ
声 - 寺田はるひ
ライムをデートに誘った女の子。別れた恋人ボビーへの当てつけに、自称プレイボーイ気取りのへたれ男のライムとデートして、ボビーがライム以下だと見せつけようとした。
エドワード
声 - 羽多野渉
プラムが10代の時に上映していた映画「マシュマロタウンの休日」の王子様。突然、映写機の故障によって上映が中断されてしまい、その拍子に映画から現実世界へ飛び出してきた。エリスという名の少女を探しており、シナモンこそがそのエリスに似た少女と思われたが、実はその正体は宇宙人でシナモンが持っていたタコのぬいぐるみがエリス本人だった。なお、映画そのものはマシュマロタウンでは不人気だったが、実は一部の地域では人気になっており、続編が作られていたので、結局エドワードが帰って来たというオチとなった。
カモミール
声 - 豊口めぐみ
マシュマロマウンテンの森に住む妖精の姫。何百年も続く森と同じ長さだけ生きている。スモール・フェアリーズの一件で世話になったクローブを森の恩人として迎え入れ、音楽とダンスを届ける。クローブは彼女に惹かれていくが、住む世界も生きる時間も違うため、クローブを愛する人間を悲しませないためにカモミールは老婆の姿を装いクローブを諦めさせる。
マイク、トム、ジョン
声 - 岸尾大輔（マイク）、山本泰輔（トム）、保村真（ジョン）
女子生徒に人気のサッカー部3人組。青毛でセミロングがマイク、金髪七三分けがトム、紫のパーマがジョン。3人とも美男子だが、全員イヤミな性格。
院長
声 - 辻村真人
交通事故に遭ったナッツが入院した病院の院長。規則に厳しく、意地でお見舞いをしようとするサンディを追い払う。
掃除のおばちゃん
声 - 根本圭子
クラウドが作られたおもちゃ工場で働く中年女性。一年前に生きたクラウドを見ており、そのことをサンディたちに話す。

### 小説版オリジナルキャラクター
ジンジャー
撮影するのが趣味な男の子。いつもカメラを持ってベストショットを狙っている。クラウドを気に入っている。バジルと写真対決をしたことがある。原作に登場するジンジャーとは別人。

## 用語
マシュマロタウン
本作の舞台。シトラス公国の南側に位置するマシュマロ地方にある街。
マシュマロタウンの平均寿命は男性72歳、女性97歳。
シトラス公国
ヨーロッパの東の方にある小さな国。シトラス公国の中央にそびえる大きな山を境にして南側がマシュマロ地方、北側がシトラス地方になっている。南北で人々の気質がだいぶ違い、南側はとても健全で明るくほのぼのとしているが、北側はどことなく暗く不愛想で、治安もあまりよくない。マシュマロ地方はほとんどが住宅街とビジネス街で、国の主要観光名所はほとんどシトラス地方にある。
シトラス公国には日本のMANGAが輸入されておらず、国同士の交流もあまりない。
ピコ
シトラス公国の通貨。1ピコ＝約6円。
アパート
サンディ一家やプラムなどが住んでいるアパート。
ヒナギク食品
クラウドシリアルを生産している。
マシュマロマウンテン
ナッツが住んでいる山。ナッツはここで野菜を育てている。マシュマロタウンから徒歩2時間の距離である。
シトラス公国の中央にそびえる大きな山であり、国の南側では「マシュマロマウンテン」と呼ばれているが、北側では「シトラスマウンテン」と呼ばれており、お互い絶対にゆずらないという。山に生息するウサギイヌはこの国にしかいない天然記念物だが、これも南北でだいぶ違いがあり、南側のウサギイヌはピンク色をしたイタズラ好きで活発のもの、北側のウサギイヌはクリーム色をした無気力なものとなっている。
マシュマロ学院
サンディたちが通う学校。新聞部、放送部など様々な部がある。
アニメでは創立150周年を迎えている。また、創立者は校長先生の先祖で、代々その一族が校長を務めている。
カナリアドーナッツ
バジルが経営しているドーナツ屋。他の部員のたまり場でもある。
トイ・コスモス
サンディパパが働いている会社。
スター・サーカス（アニメではマジカルサーカス）
サーシャが働いているサーカス。
スペース・ファミリー
クローブやチョコ&ミントが見ている長寿テレビアニメ。幻のエピソードがあるらしい。
花の種
ナッツが拾った花の種。育てるときれいな花が咲く。ただし、ジュースなど水以外の物をかけると未確認生物が誕生し、さらに増え続けると周りの物を押し潰してしまう。
イチゴダケ
赤いキノコ。ウサギイヌの大好物。味はおいしいが一度食べると笑いが止まらなくなってしまう。
原作者の別作品『ルンルンアワー』にも登場する。
マシュマロタウンの休日
プラムが10代の頃に見ていた映画。内容は宇宙人の王子様・エドワードが恋人のエリスを探すというもの。映画そのものは不人気だったものの、一部の地域では続編が作られるほど人気となっていた。
病院
ナッツが入院した病院。規則に厳しく、サンディたちがお見舞いに来たころにはナッツは既に退院した後だった。
おもちゃ工場
お目覚めクラウド人形やおしゃべりパンジー人形を作っている工場。クラウドやパンジーはここで生まれた。1日24時間、1週間に7日間休みなく動いている。

## アニメ版
アニメ版は2004年4月4日から2005年3月27日まで、テレビ大阪をキー局にテレビ東京系列ほかで放送されていた。
カートゥーンをイメージさせるフルカラーでポップな絵柄の原作と、アニメ版の日曜日の朝という放送時間もあり、子供から大人まで安心して見られる内容に仕上がっている。
また、テレビアニメとしては珍しく原作同様に登場キャラクターの服装が毎回変わる（サンディ、ジャスミンのみ同じ回でも時間場面が変わると変更。それ以外のキャラクターは1話ごとに変更）のも特徴で、サンディとクラウドの服のデザインを視聴者募集するファッションコンテストが行われたり、子供向けファッションブランドBetty's Blueともタイアップした。
長崎県佐世保市にあるテーマパーク、ハウステンボスにて2004年7月17日より2005年5月8日まで、タイアップアトラクションとして作品のイメージを再現したマシュマロタウンが開設されていた。
アニメ版の制作に当たっては、韓国の会社（KOKO Enterprise、Seoul Movie）との共同制作となっている（韓国での作品名は『라즈베리 타임즈（The Raspberry Times）』）。

### スタッフ
- 原作 - 山本ルンルン、ウィーヴ（掲載:朝日小学生新聞 / コミックス刊行：ジャイブ）
- 監督 - 福冨博、Seung Il Lee
- シリーズ構成 - 中瀬理香
- キャラクターデザイン - 金沢比呂司、Ji Woon Ha
- 美術監督 - 西山礼児、Sun Keun Han
- カラーコーディネート - 大倉喜美子、Eui jeong Namgung
- 撮影監督 - Young Ho Kim
- 編集 - 中葉由美子、村井秀明、Young Ho Kim
- 音響監督 - 岩浪美和
- 音楽 - 三輪悟
- プロデューサー - 金岡英司（テレビ大阪）、渡辺和哉（読売広告社）、可知秀幸（ウィーヴ）、Jeong Hun Song
- アニメーション制作 - スタジオコメット、Seoul Movie
- 製作 - テレビ大阪、読売広告社、マシュマロ通信製作委員会
- 著作 - 株式会社ウィーヴ ※ビデオテロップ上はノン・テロップ

### 主題歌
いずれもネオプレックスから発売
オープニングテーマ
「Spicy Days-スパイシーデイズ-」
作詞 - 三井ゆきこ / 作曲 - 三留研介 / 編曲 - SATORU / 歌 - 七海まい（第1話 - 第40話）、Nao with サンディ&クラウド（第41話 - 第52話）
エンディングテーマ
「歩いてこう」
作詞 - 佐竹正児 / 作曲・編曲・歌 - Grace（グレース）（第1話 - 第52話 共通）

### 各話リスト
| 話数 | サブタイトル                    | 脚本       | 絵コンテ                      | 演出                       | 作画監督                | 放送日        | 収録DVD |
| ---- | ------------------------------- | ---------- | ----------------------------- | -------------------------- | ----------------------- | ------------- | ------- |
| 1    | クラウドがやってきた!           | 中瀬理香   | 福冨博 Seoung Hyun Ko         | 福冨博 Seung Il Lee        | 金澤比呂司 Ji Woon Ha   | 2004年 4月4日 | VOL.1   |
| 2    | 初めてのおつかい!               | 吉村清子   | 原田浩 Chan Wung Lee          | 原田浩 Wang Yeb Kim        | 一川孝久 Ji Woon Ha     | 4月11日       | VOL.1   |
| 3    | 恐怖! ドッペルゲンガー!!        | 葉山陽一郎 | 森脇真琴 Jin Chul Yang        | 森脇真琴 Seung Il Lee      | 大宅幸男 Eun Suk Park   | 4月18日       | VOL.1   |
| 4    | ナッツのフラワームーヴメント?   | 笠原邦暁   | 有原誠治 Kang Yong Lee        | 飯村正之 Woo Yong Jung     | 山崎猛 Hye Jin Guon     | 4月25日       | VOL.1   |
| 5    | バジルのスクープ?               | 横谷昌宏   | 松浦錠平 Seoung Hyun Ko       | 松浦錠平 Seung Il Lee      | 林千博 Ji Woon Ha       | 5月2日        | VOL.2   |
| 6    | ジャスミンの秘密                | 中瀬理香   | 原田浩 Chan Wung Lee          | 飯村正之 Wang Yeb Kim      | 稲田真樹 Eun Hee Lee    | 5月9日        | VOL.2   |
| 7    | シナモンは占いに夢中            | 吉村清子   | 高柳哲司 Jin Chul Yang        | 森脇真琴 Seung Il Lee      | 一川孝久 Eun Suk Park   | 5月16日       | VOL.2   |
| 8    | 街のシンボル、スネイルくん      | 笠原邦暁   | 石踊宏 Kang Yong Lee          | 石踊宏 Woo Yong Jung       | 大宅幸男 Hye Jin Guon   | 5月23日       | VOL.2   |
| 9    | ライムの初恋                    | 葉山陽一郎 | 森脇真琴 Seoung Hyun Ko       | 森脇真琴 Seung Il Lee      | 安藤幹彦 Ji Woon Ha     | 5月30日       | VOL.3   |
| 10   | クローブは音楽プロデューサー    | 笠原邦暁   | 高柳哲司 Chan Wung Lee        | 飯村正之 Wang Yeb Kim      | 山崎猛 Eun Hee Lee      | 6月6日        | VOL.3   |
| 11   | パパ、リストラの危機?           | 吉村清子   | 原田浩 Jin Chul Yang          | 金﨑貴臣 Seung Il Lee      | 稲田真樹 Eun Suk Park   | 6月13日       | VOL.3   |
| 12   | サンディ、呪われる!?            | 横谷昌宏   | 松浦錠平 Kang Yong Lee        | 松浦錠平 Woo Yong Jung     | 一川孝久 Hye Jin Guon   | 6月20日       | VOL.3   |
| 13   | どしゃ降りサニーさん            | 中瀬理香   | 有原誠治 Seoung Hyun Ko       | 高林久弥 Seung Il Lee      | 大宅幸男 Ji Woon Ha     | 6月27日       | VOL.4   |
| 14   | ミス・マシュマロをさがせ!       | 葉山陽一郎 | 森脇真琴 Chan Wung Lee        | 森脇真琴 Wang Yeb Kim      | 安藤幹彦 Eun Hee Lee    | 7月4日        | VOL.4   |
| 15   | 悪魔のアンジェリカ              | 横手美智子 | 前島健一 Jin Chul Yang        | 清水明 Seung Il Lee        | 鈴木伸一 Eun Suk Park   | 7月11日       | VOL.4   |
| 16   | テスト大作戦                    | 吉村清子   | 原田浩 Kang Yong Lee          | 飯村正之 Woo Yong Jung     | 金澤比呂司 Hye Jin Guon | 7月18日       | VOL.4   |
| 17   | ドーナッツ戦争!                 | 笠原邦暁   | 松浦錠平 Seoung Hyun Ko       | 松浦錠平 Seung Il Lee      | 山崎猛 Ji Woon Ha       | 7月25日       | VOL.5   |
| 18   | GO! GO! キャンプ                | 中瀬理香   | 有原誠治 Chan Wung Lee        | 高林久弥 Wang Yeb Kim      | 一川孝久 Eun Hee Lee    | 8月1日        | VOL.5   |
| 19   | ライムの恋 PARTII               | 横谷昌宏   | 高柳哲司 Jin Chul Yang        | 森脇真琴 Seung Il Lee      | 大宅幸男 Eun Suk Park   | 8月8日        | VOL.5   |
| 20   | 真夏のドリームツアー            | 吉村清子   | 前島健一 Kang Yong Lee        | 清水明 Woo Yong Jung       | 森田実 Hye Jin Guon     | 8月15日       | VOL.5   |
| 21   | ひみつのウサギイヌ              | 笠原邦暁   | 原田浩 Seoung Hyun Ko         | 金﨑貴臣 Seung Il Lee      | 稲田真樹 Ji Woon Ha     | 8月29日       | VOL.6   |
| 22   | クラウド、家出する              | 吉村清子   | 森脇真琴 Chan Wung Lee        | 森脇真琴 Wang Yeb Kim      | 山崎猛 Eun Hee Lee      | 9月5日        | VOL.6   |
| 23   | 謎のスペース・ファミリー        | 横手美智子 | 有原誠治 Jin Chul Yang        | 高林久弥 Seung Il Lee      | 一川孝久 Eun Suk Park   | 9月12日       | VOL.6   |
| 24   | シナモンは魔女!?                | 中瀬理香   | 松浦錠平 Kang Yong Lee        | 松浦錠平 Woo Yong Jung     | 大宅幸男 Hye Jin Guon   | 9月19日       | VOL.6   |
| 25   | 学院の怪談                      | 葉山陽一郎 | えがみきよし Seoung Hyun Ko   | 清水明 Seung Il Lee        | 村上勉 Ji Woon Ha       | 9月26日       | VOL.7   |
| 26   | さよなら、マシュマロ通信!?      | 笠原邦暁   | 原田浩 Chan Wung Lee          | 金﨑貴臣 Wang Yeb Kim      | 稲田真樹 Eun Hee Lee    | 10月3日       | VOL.7   |
| 27   | マシュマロ通信におまかせ!       | 中瀬理香   | 森脇真琴 Jin Chul Yang        | 森脇真琴 Seung Il Lee      | 山崎猛 Eun Suk Park     | 10月10日      | VOL.7   |
| 28   | お絵かきクラウド                | 吉村清子   | 松浦錠平 Kang Yong Lee        | 松浦錠平 Woo Yong Jung     | 金澤比呂司 Hye Jin Guon | 10月17日      | VOL.7   |
| 29   | おかしなおかしな猛レース        | 横谷昌宏   | 高林久弥 Seoung Hyun Ko       | 高林久弥 Seung Il Lee      | 大宅幸男 Ji Woon Ha     | 10月24日      | VOL.8   |
| 30   | マシュマロタウンのハロウィーン! | 横手美智子 | 原田浩 Chan Wung Lee          | 高林久弥 Wang Yeb Kim      | 稲田真樹 Eun Hee Lee    | 10月31日      | VOL.8   |
| 31   | サンディになっちゃった!?        | 葉山陽一郎 | 福冨博 Jin Chul Yang          | 森脇真琴 Seung Il Lee      | 一川孝久 Eun Suk Park   | 11月7日       | VOL.8   |
| 32   | パンジーがやってきた            | 笠原邦暁   | 森脇真琴 Kang Yong Lee        | 森脇真琴 Woo Yong Jung     | 山崎猛 Hye Jin Guon     | 11月14日      | VOL.8   |
| 33   | ときめきバジル                  | 横谷昌宏   | 松浦錠平 Seoung Hyun Ko       | 松浦錠平 Seung Il Lee      | 金澤比呂司 Ji Woon Ha   | 11月21日      | VOL.9   |
| 34   | クラウドのおるすばん            | 吉村清子   | 森脇真琴 Chan Wung Lee        | 森脇真琴 Wang Yeb Kim      | 大宅幸男 Eun Hee Lee    | 11月28日      | VOL.9   |
| 35   | パンジーやねん!                 | 中瀬理香   | 金﨑貴臣 Jin Chul Yang        | 金﨑貴臣 Seung Il Lee      | 一川孝久 Eun Suk Park   | 12月5日       | VOL.9   |
| 36   | デパートを脱出せよ!             | 大和屋暁   | 高林久弥 Kang Yong Lee        | 高林久弥 Woo Yong Jung     | 興村忠美 Hye Jin Guon   | 12月12日      | VOL.9   |
| 37   | 不思議の国のクリスマス          | 福冨博     | 福冨博 Seoung Hyun Ko         | 福冨博 Seung Il Lee        | 増谷三郎 Ji Woon Ha     | 12月19日      | VOL.10  |
| 38   | バック・トゥ・ザ・プロポーズ    | 横谷昌宏   | 原田浩 Chan Wung Lee          | 森脇真琴 Wang Yeb Kim      | 山崎猛 Eun Hee Lee      | 12月26日      | VOL.10  |
| 39   | ダーク・クラウド降臨!           | 葉山陽一郎 | 松浦錠平 Jin Chul Yang        | 松浦錠平 Seung Il Lee      | 大宅幸男 Eun Suk Park   | 2005年 1月2日 | VOL.10  |
| 40   | アンジェリカの初恋?             | 高橋ナツコ | 森脇真琴 Kang Yong Lee        | 森脇真琴 Woo Yong Jung     | 本田辰雄 Hye Jin Guon   | 2005年 1月2日 | VOL.10  |
| 41   | 校長先生がいっぱい!?            | 笠原邦暁   | えがみきよし Seoung Hyun Ko   | えがみきよし Seung Il Lee  | 稲田真樹 Ji Woon Ha     | 1月9日        | VOL.11  |
| 42   | ライムの一番長い日              | 吉村清子   | 金﨑貴臣 Chan Wung Lee        | 金﨑貴臣 Wang Yeb Kim      | 興村忠美 Eun Hee Lee    | 1月16日       | VOL.11  |
| 43   | マシュマロタウンの休日          | 横谷昌宏   | 高林久弥 Jin Chul Yang        | 高林久弥 Seung Il Lee      | 一川孝久 Eun Suk Park   | 1月23日       | VOL.11  |
| 44   | クラウドと雪の妖精              | 吉村清子   | 森脇真琴 Kang Yong Lee        | 森脇真琴 Woo Yong Jung     | 山崎猛 Hye Jin Guon     | 1月30日       | VOL.11  |
| 45   | 突撃! となりの億万長者          | 大和屋暁   | 松浦錠平 Seoung Hyun Ko       | 松浦錠平 Seung Il Lee      | 大宅幸男 Ji Woon Ha     | 2月6日        | VOL.12  |
| 46   | 森へいらっしゃい。              | 吉村清子   | 金﨑貴臣 Chan Wung Lee        | 江島泰男 Wang Yeb Kim      | 本田辰雄 Eun Hee Lee    | 2月13日       | VOL.12  |
| 47   | 走れ! サンディ!!                | 横手美智子 | 森脇真琴 山崎猛 Jin Chul Yang | 山田一夫 Seung Il Lee      | 興村忠美 Eun Suk Park   | 2月20日       | VOL.12  |
| 48   | 私のジャスミン                  | 高橋ナツコ | えがみきよし Kang Yong Lee    | えがみきよし Woo Yong Jung | 一川孝久 Hye Jin Guon   | 2月27日       | VOL.12  |
| 49   | しとやかバジル                  | 笠原邦暁   | 高林久弥 Seoung Hyun Ko       | 高林久弥 Seung Il Lee      | 山崎猛 Ji Woon Ha       | 3月6日        | VOL.13  |
| 50   | お見舞い大作戦!                 | 大和屋暁   | 松浦錠平 Chan Wung Lee        | 松浦錠平 Wang Yeb Kim      | 大宅幸男 Eun Hee Lee    | 3月13日       | VOL.13  |
| 51   | おやすみクラウド                | 横谷昌宏   | 金﨑貴臣 Jin Chul Yang        | 金﨑貴臣 Seung Il Lee      | 稲田真樹 Eun Suk Park   | 3月20日       | VOL.13  |
| 52   | 幸せの鐘を鳴らそう              | 中瀬理香   | 福冨博 Kang Yong Lee          | 福冨博 Woo Yong Jung       | 本田辰雄 Hye Jin Guon   | 3月27日       | VOL.13  |

※テレビ大阪発テレビ東京系ネット本放送のみ第39話と第40話は2本立て形式の『マシュマロ通信&スクールランブル 新春アニメスペシャル』として連続放映。『マシュマロ通信』の各パート毎にキーワードが挿入され、キーワードを全て答えて応募すると抽選でプレゼントが当たる企画と、マシュマロ通信ニュースと称したアフレコ現場レポートも挿入された。また、冒頭とブリッジ部分の『マシュマロ通信』と『スクールランブル』の合同新作アニメ（謹賀新年）も放映された。なお、これらの合同新作アニメとプレゼント企画、アフレコ現場レポートなどの映像は衛星放送では未放送、DVDソフトには未収録。
※本放送時、第1話 - 第7話が改訂前のオープニング、第8話 - 第52話が改訂後のオープニング、第1話 - 第14話と第23話 - 第52話のエンディングが全編アニメーションのもので、第15話 - 第22話のエンディングがハウステンボスの実写カットを含むもの。ただし、第15話 - 第22話の実写カットを含むエンディングは「放送のみ」の扱いでDVDソフトには未収録で、DVDソフト上の当該話数のエンディングは全編アニメーションの物に差し替えられている。

### 放送局

#### 日本国内
放送日時は2004年8月中旬 - 9月上旬時点。
| 放送地域      | 放送局         | 放送期間                     | 放送時間           | 放送系列       | 備考   |
| ------------- | -------------- | ---------------------------- | ------------------ | -------------- | ------ |
| 大阪府        | テレビ大阪     | 2004年4月4日 - 2005年3月27日 | 日曜 9:30 - 10:00  | テレビ東京系列 | 製作局 |
| 北海道        | テレビ北海道   | 2004年4月4日 - 2005年3月27日 | 日曜 9:30 - 10:00  | テレビ東京系列 |        |
| 関東広域圏    | テレビ東京     | 2004年4月4日 - 2005年3月27日 | 日曜 9:30 - 10:00  | テレビ東京系列 |        |
| 愛知県        | テレビ愛知     | 2004年4月4日 - 2005年3月27日 | 日曜 9:30 - 10:00  | テレビ東京系列 |        |
| 岡山県 香川県 | テレビせとうち | 2004年4月4日 - 2005年3月27日 | 日曜 9:30 - 10:00  | テレビ東京系列 |        |
| 福岡県        | TVQ九州放送    | 2004年4月4日 - 2005年3月27日 | 日曜 9:30 - 10:00  | テレビ東京系列 |        |
| 滋賀県        | びわ湖放送     |                              | 金曜 7:30 - 8:00   | 独立局         |        |
| 長崎県        | 長崎国際テレビ |                              | 金曜 15:50 - 16:20 | 日本テレビ系列 |        |

後にAT-X・アニマックスでも放送された。

#### 日本国外
韓国（25話まで放送）
ソウル放送、カートゥーン ネットワーク
中東
Spacetoon

## 関連商品
アニメ版のサウンドトラックCD、DVD（全13巻）はネオプレックスより発売。DVDは7巻以降の発売が未定となっていたが、半年後にDVD-BOXとして発売が再開された。1-6巻BOX、7-13巻BOX、1-13巻BOXの3種類が存在した。単品で発売されたDVDは1-7巻のみ。

### CD
- 「マシュマロ通信 サウンドトラック」 - 2004年7月21日発売
  - 初回限定オリジナル特典はクラウドポーチ。

### DVD
- 「マシュマロ通信 Vol.1」（第1話 - 第4話収録） - 2004年8月25日発売
- 「マシュマロ通信 Vol.2」（第5話 - 第8話収録） - 2004年9月22日発売
- 「マシュマロ通信 Vol.3」（第9話 - 第12話収録） - 2004年9月22日発売
- 「マシュマロ通信 Vol.4」（第13話 - 第16話収録） - 2004年10月27日発売
- 「マシュマロ通信 Vol.5」（第17話 - 第20話収録） - 2004年10月27日発売
- 「マシュマロ通信 Vol.6」（第21話 - 第24話収録） - 2004年11月24日発売
- 「マシュマロ通信 Vol.7」（第25話 - 第28話収録） - 2004年12月22日発売
- 「マシュマロ通信 Vol.8」（第29話 - 第32話収録）
- 「マシュマロ通信 Vol.9」（第33話 - 第36話収録）
- 「マシュマロ通信 Vol.10」（第37話 - 第40話収録）
- 「マシュマロ通信 Vol.11」（第41話 - 第44話収録）
- 「マシュマロ通信 Vol.12」（第45話 - 第48話収録）
- 「マシュマロ通信 Vol.13」（第49話 - 第52話収録）
  - Vol.1の初回特典はオリジナルペットボトルホルダーと6巻収納BOX。
  - Vol.1〜3の特典映像はノンテロップオープニング、エンディング、キャラ紹介（静止画）。

- 「マシュマロ通信 Vol.1〜6 BOX」 - 2005年7月1日発売
- 「マシュマロ通信 Vol.7〜13 BOX」 - 2005年7月1日発売
- 「マシュマロ通信 Vol.1〜13 BOX」 - 2005年7月1日発売

### 書籍
- 「マシュマロ通信 シールブック」（ジャイブ） - 2004年11月7日発行
- 「マシュマロ通信 大百科」（ジャイブ） - 2004年12月6日発行
- 「マシュマロ通信 クラウドがやってきた!」（作 / 藤咲あゆな、ジャイブ・カラフル文庫） - 2005年1月16日発行
- 「THE MARSHMALLOW TIMES」（実業之日本社） - 2012年9月20日発行

## その他
- 山本によるとマシュマロ通信の部員たちの年齢は特に決めていない。
- アニメ版は一人の声優が二役（もしくは三役）をこなすことが多く、1話限り出演のキャラクターではほぼ例外無く主要キャラクターの担当声優が二役であてている。なお、二役の場合でも、スタッフロールでは一役分のキャラクター名しかクレジットされない。
- 山本はアニメ版の後番組『おねがいマイメロディ』でクリーチャーデザイン原案を行っている。
- 山本によると当初は「サンディとクラウド」というタイトルで、舞台は田舎町が中心だった。クラウドがかけているポシェットの中のベルは”7人のお友達”という七福神のようなもので全く頓珍漢でトラブルしか起こさない神様という設定だった[1]。